# 超人ウルトラベースボール
『超人ウルトラベースボール』は、1989年10月27日にカルチャーブレーンより発売されたファミリーコンピュータ用野球ゲームソフトである。後にシリーズ化された（シリーズを参照）。シリーズプロデューサーは阿迦手観屋夢之助。
アメリカでは、『Baseball Simulator 1.000』のタイトルで発売された。

## 概要
操作体系は2Dアクションであるが、ウルトラリーグ（後述）に所属する選手は通常の野球ゲーム（もしくはスポーツゲーム全般）では到底考えられない魔球や秘打といった人間離れしたプレイを、ウルトラポイントというポイントを消費することで出せる『超人野球』が売りである。
例として、魔球は時速200km/hを越す炎の剛速球や、打者をバラバラに砕く（ただの死球であり、次の打者が打席に立つときには何事もなく1塁走者として復活する）速球を投げ、秘打は落下点で爆発する打球を打ったり、大きく蛇行する打球を打つことができる。守備ではハイジャンプキャッチや大きく横滑りするダイビングキャッチなども可能である。
ファミコン版のウルトラポイントはチームによって初期値が定められているが、続編では試合前に初期値を設定することができ、無制限に設定することも可能であった。

## ファミコン版に登場した「技」

### 打法
影法師打法
フライを打ち上げたときに打球の影が分身する。CPU相手には全く効果がない。
スピン打法
打球が回転し、回転中は捕球できない。使用すると必ず打球がゴロになり、外野フェンスに当たった後は捕球できる。バント（所謂バットをスイング途中で止めた状態）からは効果が無い。
ミサイル打法
打球が低い弾道のまま一直線に飛ぶ。捕球しようとすると野手が打球もろともフェンスまで持って行かれる。独特の弾道から想像し難いが、野手を引き摺りつつスタンドインする事もあるため非常に強力。ただし、非常に遅い当たりになると打球が落下しなくなり、ゲームが進行しなくなるバグがある。
爆発打法
打球の第一バウンド目が爆発する。爆発に巻き込まれた野手はダウンし、この打球の守備機会では操作不能に陥る。この打法を使うと必ず長打になり、パワーが高い打者が使うと確実にホームランになる。
流星打法
球を打った瞬間にバットが折れる。打球はバットの破片と共に飛んでいき、野手が捕球できない。バウンドすると効果が失われる。
フジヤマ打法
打球が円を描くように動く非常に滞空時間が長いフライになる。
大地震打法
ボールの着地と同時に地震が起こり、守備側の選手が一定時間動けなくなる。打ち損じてフライになってしまった場合、通常通りの捕球が可能なため全く効果が無い。
ハイパー打法
この技を使うと打者が竜巻状に回転し、長打力が大幅に上昇する。
イレギュラー打法
打球が数回ジグザグ状に跳ねる。

### 投法
消える魔球
投げたボールが消える。
ライトニングボール
200km/hを超える超高速ストレート。まさに一瞬でミットに収まるため打者は当てる事さえ難しいが、軌道に多少ばらつきがありコントロールが効かないという難点がある。続編ではさらに球速が上がった魔球が登場する。
ニンジャボール
球の周囲の一定範囲で球が分裂する。
ファイアーボール
180km/hを超える燃えるボールを投げる。バットが折れやすい。
分身魔球
投球が横一列で数個に分裂する。
アクセルボール
投球の加速、減速をコントロールできる。
アイアンボール
投げたボールのグラフィックが黒い鉄球風になる。芯でとらえるとボテボテのゴロになる。芯以外で打つとバットが折れ、打球は飛ばず、そのまま空振り扱いとなる。
スネークボール
文字通り球が蛇行する。ジャストミートされることがほとんど無い強力な投法である反面、デッドボールになりやすいという難点がある。
ストップボール
打者の所に投球が届くまでの間、一回だけ任意で球をストップさせることが出来る。対戦プレイでは普通の野球ゲームではありえない時間差攻撃が可能なため極めて有効なボールだが、CPUにはフェイントが通用せず比較的簡単に打たれてしまう。

### 守備
守備の技は全体的に消費ポイントが高い。
スーパーチャージャー
使った野手の移動スピードがかなり速くなる。
スーパースライド
野手が長い距離ダイビングする。
ハイパースロー
返球の速度が急激に上昇する。
ミラクルキャッチ
いくつかの打法によって出る通常は捕球不可能な打球を捕球することができる。
ロケットジャンプ
地上遙か高くジャンプして捕球ができる。タイミングさえ合えばホームラン性の当たりでもキャッチ可能。

## ファミコン版に登場した球場
- えっぐ（エアードーム球場。ホームランの際には球場のスコアボードに出迎えの風景の演出がある）
- なにわの（背景に大阪城がある）
- あすとろ（宇宙空間の球場。観客席が独立している）
- みどりの（ナイター球場）
- よこすた（背景に海と船があり、ホームランが場外の海に着地した場合は着地点で水しぶきの演出があり、特大ホームランが船近くに着地した場合は船から汽笛と煙が発せられる）
- しみん（背景はみどりのと大差はない）

上記6球場とも、スコアボード直撃のホームランの場合はスコアボードを破って破片が飛び散ると言う演出もある。

## 収録チーム
CENTURY LEAGUEとPARADICE LEAGUEの計12球団に加え、ウルトラリーグが存在する。ウルトラリーグはオールセントラル（センターズ）、オールパシフィック（パシフィスツ）、OBチーム（グローリーズ）、助っ人外国人（アメリカンズ）、野球以外のスポーツ選手チーム（SPスターズ）、野球アニメとアニメ・特撮連合チーム（ヒーローズ）の計6球団で構成される（権利の関係上、チーム名・選手名ともに変名）。上記の技はウルトラリーグのチームしか使えない。また、エディットチームとして選手の名前や能力、打法や投法を一定のポイント内で自由に設定することもできた。
スーパーファミコン版では、ウルトラリーグにRPGの職業・モンスター（ファンタジーズ）、野球漫画（BBキングス）、カルチャーブレーンのキャラクターチーム（CBクラブ。ナムコスターズと同趣旨）、俊足選手の多いF-1のレーサー（Fドライバーズ）、相撲力士（ビッグマンズ）、プロレスラー（マッスラーズ）、他メーカーのゲームキャラ（デジタルビッツ）、武将（ブショウズ。三国志+戦国武将で構成）、競走馬（スタリオンズ）、野球以外のスポーツ選手チーム（スポーツスターズ）などのコンセプトでまとめられたチームが存在する。

## 評価
エレクトロニック・ゲーミング・マンスリーは1989年のアワードで「ベストスポーステーマビデオゲーム」を授与、「スポーツ自体に自由を与えた」と賞賛。1990年に雑誌『ゲームプレイヤーズガイド』、『EMG』から国際賞を受賞した。1UP.comはファミコンの「隠れた宝石」として挙げ、システム面で最高の野球ゲームの1つだと呼んだ。
『ウルトラベースボール実名版』はファミコン通信クロスレビューでは7、5、5、3の20点。レビュアーは前作とほぼ同じで操作やボールの軌跡がファミスタ的、ベストプレーのように選手データをヤメに残すモードもありファミスタでペナントモードをきちんとやりたかった人には嬉しいかもしれない、一方でウルトラプレーは使うとハチャメチャなプレーが可能だが最初は面白いが威力が大き過ぎて対応しきれないとなると興醒めで野球ではないような感じ、選手が実名なため一見得するようだがウルトラプレーによって無理が生じておりウルトラプレー自体はいいが演出面でもう少し頑張って欲しかったとする者と肯定的だった者で分かれ、ファミスタをプレイしていると野手の動きやボールの軌跡がこなれていないことがわかるとした。

## シリーズ

### 日本版
- 超人ウルトラベースボール（ファミコン） - 1989年10月27日 CERO：A（全年齢対象）

パッケージとカートリッジのラベルの絵が異なる限定版が存在する。
2016年10月26日よりWii Uバーチャルコンソールにて配信開始。
2019年6月11日よりプロジェクトEGGにて配信開始(2022年7月31日に配信終了)。
- スーパーウルトラベースボール（スーパーファミコン） - 1991年7月12日

魔球・秘打の種類が増え、ウルトラポイントを無制限に設定することも可能になった。また、カルチャーブレーンのスーパーファミコン参入ソフトとも言える。
2018年3月27日よりプロジェクトEGGにて配信開始(2022年7月31日に配信終了)。
2023年6月6日より『スーパーファミコン Nintendo Classics』にて配信開始。
- ウルトラベースボール実名版（スーパーファミコン） - 1992年8月28日

オールスターモード搭載。
実名版シリーズは日本野球機構公認である。
- スーパーウルトラベースボール2（スーパーファミコン） - 1994年7月28日（本作のみ、マイクロアカデミーより発売）
- ウルトラベースボール実名版2（スーパーファミコン） - 1994年12月22日
- ウルトラベースボール実名版3（スーパーファミコン） - 1995年10月27日

使用できる選手の数が増加したが、エディット可能なチームの数が3チームのみに削減されている。また、実在選手は漢字が使用されているが、エディットチームでは漢字が付けられない。
- プロ野球スター（スーパーファミコン） - 1997年1月17日

当初は『ウルトラベースボール実名版4』として開発されていたが、超人要素が撤廃され、タイトルも変更された。システムは前作と全く同じ。
- 超人ウルトラベースボール アクションカードバトル（ニンテンドー3DS） - 2014年3月31日

約17年ぶりに復活したが、これまでのアクション要素はなく、タイトル通りカードバトルとなっている。モードはストーリー、フリー対戦、通信対戦、エディット、ミッション、俺の記録。
- 超人ウルトラベースボール アクションカードバトル ライトバージョン（ニンテンドー3DS） - 2014年11月5日

ダウンロード専売。パッケージ版からストーリーモードを廃し、対戦に特化した廉価版。
- 超人ベースボールスタジアム ~エキサイティングアクション版~（ニンテンドー3DS） - 2016年12月7日

ダウンロード専売。前作とは異なり従来通りのアクションゲームとなった。モードはフリー対戦、トーナメント、エディット、練習、通信対戦。
- 超人ベースボールスタジアム ~熱血ストーリー版~（ニンテンドー3DS） - 2017年10月11日

ダウンロード専売。前作のシステムをベースに、ストーリーの追加やキャラクターの変更が行われた。
発売中止となったシリーズ
- ウルトラベースボール64 実名版（NINTENDO 64）
- 超人ウルトラベースボールGBA (ゲームボーイアドバンス)

超人ウルトラベースボールGBAは2005年12月9日発売予定とされていた。

### アメリカ版
- Baseball Simulator 1.000（NES）[:en] - 1989年
- Super Baseball Simulator 1.000（スーパーファミコン#海外版）[:en] - 1991年

2021年5月26日より海外の『スーパーファミコン Nintendo Switch Online』にて配信開始。